# Drahnsdorf
Drahnsdorf település Németországban, azon belül Brandenburgban. Lakosainak száma 666 fő (2023. december 31.).

## Népesség
A település népességének változása:
| Lakosok száma | 615  | 618  | 683  | 678  | 666  |
|               | 2017 | 2019 | 2021 | 2022 | 2023 |